# Dipartimento di Juárez Celman
Juárez Celman è un dipartimento argentino, situato nella parte centro-meridionale della provincia di Córdoba, con capoluogo La Carlota.

## Geografia fisica
Esso confina a nord con i dipartimenti di Tercero Arriba e General San Martín, ad est con quello di Unión, a sud con il dipartimento di Presidente Roque Sáenz Peña, e a ovest con quello di Río Cuarto.
Il dipartimento è suddiviso nelle seguenti pedanie: Carlota, Carnerillo, Chucul, Reducción.

## Società

### Evoluzione demografica
Secondo il censimento del 2001, su un territorio di 8.902 km², la popolazione ammontava a 55.348 abitanti, con un aumento demografico del 7,49% rispetto al censimento del 1991.

## Amministrazione
Nel 2001 il dipartimento comprendeva:
- 2 comuni (comunas in spagnolo):
  - Assunta
  - El Rastreador
- 15 municipalità (municipios in spagnolo):
  - Alejandro Roca
  - Bengolea
  - Carnerillo
  - Charras
  - General Cabrera
  - General Deheza
  - Huanchilla
  - La Carlota
  - Los Cisnes
  - Olaeta
  - Pacheco de Melo
  - Paso del Durazno
  - Reducción
  - Santa Eufemia
  - Ucacha